# Калита Федір Іларіонович
Федір Іларіонович Калита (17 лютого 1917, село Чернин Київської губернії, тепер Таращанського району Київської області — 15 вересня 1970, Київ) — український радянський партійний діяч, 1-й секретар Волинського обласного комітету КПУ. Депутат Верховної Ради УРСР 5-го скликання. Депутат Верховної Ради СРСР 6—7-го скликань. Член ЦК КПУ в 1961–1970 р.

## Біографія
Народився в бідній селянській родині. Трудову діяльність розпочав у юнацькі роки. Працював на педагогічній та комсомольській роботах: у 1937–1938 роках — інспектор Державної рибної інспекції, вчитель неповної середньої школи, секретар районного комітету комсомолу.
У 1938–1946 роках — у Червоній армії, на військово-політичній роботі в авіації.
Член ВКП(б) з 1939 року.
Учасник німецько-радянської війни. Служив заступником командира авіаційної ескадрильї з політичної частини 241-го та 245-го штурмового авіаполку 7-ї авіаційної дивізії.
У 1946–1948 роках — завідувач сектора Волинського обласного комітету КП(б)У.
У 1948–1955 роках — 2-й секретар Володимир-Волинського районного комітету КП(б)У Волинської області, 1-й секретар Теремнівського районного комітету КП(б)У Волинської області, 1-й секретар Рожищенського районного комітету КПУ Волинської області.
У 1955–1957 роках — слухач Вищої партійної школи при ЦК КПРС.
У вересні (затв. жовтні) 1957 — 24 лютого 1961 року — 2-й секретар Волинського обласного комітету КПУ.
24 лютого 1961 — 8 серпня 1969 року — 1-й секретар Волинського обласного комітету КПУ.
У серпні 1969 — вересні 1970 року — заступник голови Державного комітету Ради Міністрів Української РСР з охорони природи.
15 вересня 1970 року покінчив життя самогубством (застрелився із мисливської рушниці).

## Звання
- політрук
- капітан
- майор

## Нагороди
- два ордени Трудового Червоного Прапора (26.02.1958)
- медаль «За оборону Сталінграда»
- медаль «За оборону Радянського Заполяр'я»
- медаль «За перемогу над Німеччиною у Великій Вітчизняній війні 1941—1945 рр.»
- медалі